# Rotten (TV serija)
Rotten je serija dokumentarnih filmov produkcijske hiše Zero Point Zero. Serija se osredotoča na težave sodobne družbe pri oskrbi s hrano in kriminalizacijo prehranske industrije. Prvi del serije je Netflix prikazal 5. januarja 2018, druga sezona pa je izšla oktobra 2019. V vsakem delu je prikazan posamezen prehranski produkt, sestavljen pa je iz posnetkov in intervjujev s kmeti, predelovalci, distributerji in ostalimi ljudmi, povezanimi s posamezno panogo. Predstavljeni so tudi kriminalni primeri, povezani s posamezno panogo.

## Epizode
| Sezone   | Epizode | Prvič predvajano na Netflixu |
| -------- | ------- | ---------------------------- |
| 1.sezona | 6       | 5. januar 2018               |
| 2.sezona | 6       | 4. oktober 2019              |

## Odzivi
Serija je bila med gledalci dobro sprejeta in je na spletni strani Rotten Tomatoes dobila oceno 80 %.